# Monika Czarska
Monika Czarska (* 18. února 1978) je polská malířka, grafička, fotografka, autorka knižních obálek a akademická pedagožka.

## Životopis
V roce 2003 obhájila diplom na Fakultě grafiky Akademie výtvarných umění. Władysław Strzemiński v Lodži. V roce 2018 získala doktorát z výtvarného umění prací: Publikování grafiky v kontextu nových médií. Vývoj prototypu multimediální učebnice pro výuku kompozice s ohledem na uživatelskou zkušenost inspirovanou Wasylem Kandyńskim Punkt i linia a płaszczyzna, jejím oponentem byl Sławomir Kosmynka. Svá díla prezentovala mnohokrát, například v roce 2006 v rámci Festivalu dialogu čtyř kultur na výstavě „Peníze — nominální hodnota“ a v roce 2007 v Galerii Salustowicz v Bielefeldu v Německu ,
Působí na Institutu architektury a textilu Technické univerzity v Lodži v týmu vizuální komunikace (pedagogický pracovník).
V roce 2016 na 25. Festivalu současného polského malířství ve Štětíně převzala cenu primátora Štětína za obrazy Yes, No oraz Maybe (Ano, ne a možná).
Je spoluzakladatelka a členka skupiny umělců Frakcja a také členka Asociace umění a dokumentace.